# I (banda)
I foi um supergrupo norueguês de black metal formado em 2006. A banda contou com os membros do Immortal, Abbath e Armagedda, o baixista TC King do Gorgoroth e Ice Dale do Enslaved. I citou Bathory como uma de suas principais influências.

## História
O álbum de estreia da banda, intitulado Between Two Worlds, foi lançado em 3 de novembro de 2006 no Reino Unido e em 14 de novembro de 2006 nos Estados Unidos pela Nuclear Blast Records. O primeiro e único show ao vivo feito por eles foi no festival Hole in the Sky em Bergen, em 26 de agosto de 2006. Atualmente, não há mais shows ao vivo agendados. Em 2007, Abbath afirmou que começou a trabalhar em novas músicas para um próximo álbum, embora não tenha feito mais comentários desde então. Dada a formação da banda Abbath pelo músico de mesmo nome em 2015, após sua saída do Immortal, juntamente com o baixista TC King, é improvável que um futuro álbum da banda I seja lançado. Como parte da promoção de seu novo projeto, Abbath fez um cover da música "Warriors" em outubro de 2015.

## Estilo
A banda apresenta os vocais de black metal crus de Abbath acompanhados por um som influenciado pelo metal clássico. Blast beats e algumas das características estruturais mais "erráticas" do black metal também foram excluídas, o que confere à banda um som mais próximo do metal clássico, mas as influências do black metal ainda são evidentes.[carece de fontes?]

## Membros
- Abbath Doom Occulta (Olve Eikemo) – vocais, guitarra
- Ice Dale (Arve Isdal) – guitarra
- TC King (King ov Hell, Tom Cato Visnes) – baixo
- Armagedda – bateria

## Discografia
- Between Two Worlds (2006)